# علی‌آباد (بخش مرکزی خوسف)
علی‌آباد روستایی در دهستان خوسف بخش مرکزی شهرستان خوسف استان خراسان جنوبی ایران است.

## جمعیت
بر پایه سرشماری عمومی نفوس و مسکن در سال ۱۳۹۵ جمعیت این روستا ۲۰ نفر (۶خانوار) بوده‌است.